# Фредерік (Південна Дакота)
Фредерік (англ. Frederick) — місто (англ. town) в США, в окрузі Браун штату Південна Дакота. Населення — 215 осіб (2020).

## Географія
Фредерік розташований за координатами 45°49′55″ пн. ш. 98°30′25″ зх. д. / 45.83194° пн. ш. 98.50694° зх. д. (45.831986, -98.506912).  За даними Бюро перепису населення США в 2010 році місто мало площу 1,01 км², уся площа — суходіл.

## Демографія
Згідно з переписом 2010 року, у місті мешкало 199 осіб у 101 домогосподарстві у складі 56 родин. Густота населення становила 198 осіб/км².  Було 119 помешкань (118/км²).
Расовий склад населення:
| - 98,5 % — білих - 0,5 % — азіатів |

До двох чи більше рас належало 1,0 %. Частка іспаномовних становила 0,0 % від усіх жителів.
За віковим діапазоном населення розподілялося таким чином: 19,6 % — особи молодші 18 років, 53,3 % — особи у віці 18—64 років, 27,1 % — особи у віці 65 років та старші. Медіана віку мешканця становила 51,4 року. На 100 осіб жіночої статі у місті припадало 123,6 чоловіків;  на 100 жінок у віці від 18 років та старших — 119,2 чоловіків також старших 18 років.
Середній дохід на одне домашнє господарство  становив 56 289 доларів США (медіана — 48 958), а середній дохід на одну сім'ю — 59 637 доларів (медіана — 56 250). За межею бідності перебувало 17,3 % осіб, у тому числі 35,3 % дітей у віці до 18 років та 14,1 % осіб у віці 65 років та старших.
Цивільне працевлаштоване населення становило 138 осіб. Основні галузі зайнятості: виробництво — 18,1 %, освіта, охорона здоров'я та соціальна допомога — 13,8 %, сільське господарство, лісництво, риболовля — 11,6 %, фінанси, страхування та нерухомість — 10,1 %.